# Anton Ignaz Hamilton

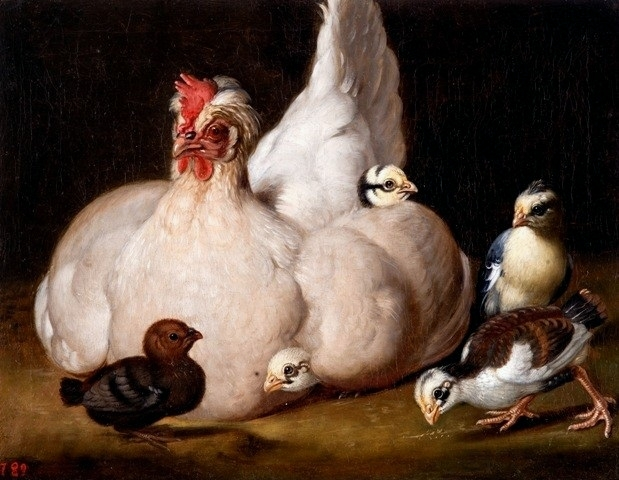
Biała kwoka z kurczakami obraz z Pałacu Łazienkowskiego w Warszawie

Anton Ignaz Hamilton (ur. w 1696 w Wiedniu, zm. w 1770 w Hubertusburgu) – austriacki malarz.
Syn i uczeń J. G. Hamiltona. Malarz zwierząt i martwej natury. August III Sas zatrudniał go jako nadwornego malarza.